# 단간론파 3 -The End of 키보가미네 학원-
《단간론파 3 -The End of 키보가미네 학원-》(일본어: ダンガンロンパ3 -The End of 希望ヶ峰学園-)은 2016년 일본에서 방영된 텔레비전 애니메이션이다. 스파이크 춘소프트의 비디오 게임 시리즈 《단간론파》를 원작으로 한 것이다. 애니메이션은 미래편과 절망편 두 부분으로 나뉘며, 두 편이 끝난 후 희망편이 방영되었다. Lerche가 제작하였다.